# Harold Agnew
Harold Melvin Agnew (Denver, 28 de março de 1921 – Solana Beach, 29 de setembro de 2013) foi um físico estadunidense. Conhecido principalmente por ter sido um observador científico sobre os Bombardeamentos de Hiroshima e Nagasaki e, depois, como o terceiro diretor do Laboratório Nacional de Los Alamos.